# Ayaka Shiomura
Ayaka Shiomura (塩村 文夏, Shiomura Ayaka), née le 6 juillet 1978, est une mannequin et femme politique japonaise, représentant Tokyo à la Chambre des conseillers du Japon pour le Parti démocrate constitutionnel japonais.

## Jeunesse, études et carrière pré-électorale
Shiomura naît le 6 juillet 1978 à Fukuyama, fille d'un directeur d'une entreprise de traitement des déchets industriels et des eaux usées de la ville. À sa sortie du lycée, elle commence une carrière de mannequinat, spécifiquement de gravure idol. En 1998, elle est notamment finaliste du concours Miss Magazine (ja), un concours de beauté organisé dans les magazines de manga japonais et soumis au vote des lecteurs.
En parallèle, elle est scénariste pour plusieurs épisodes de séries télévisées, et apparaît également dans certaines productions. Après avoir pris sa retraite du monde de la télévision en 2001, elle étudie la gestion hôtelière en Australie.

## Carrière électorale
Shiomura commence la politique en 2013, et rejoint la liste du Parti de tous lors des élections gouvernorales de Tokyo. Elle est élue à la suite de cette élection.
En 2017, Shiomura rejoint le Parti démocrate du Japon et débute une carrière politique nationale, et se présente dans la troisième circonscription de la préfecture de Hiroshima. Suite à plusieurs scissions et fusions de différents partis politiques japonais précédant les élections législatives de 2017, Shiomura se retrouve finalement à se présentant en tant qu'indépendante, bien que bénéficiant du soutien du Parti de l'espoir, du Parti social-démocrate et du Parti communiste japonais,. Malgré cela, elle échoue à se faire élire lors de cette élection.
En 2019, elle annonce sa candidature aux élections à la chambre des conseillers du Japon de 2019, cette fois sous les couleurs du Parti démocrate constitutionnel, dans la circonscription électorale de Tokyo. Élue à la suite de cette élection, elle fait ainsi son entrée à la Diète du Japon.
Lors des élections à la gouvernance du PDC de 2021, Shiomura soutient Jun'ya Ogawa.
Shiomura est candidate à sa succession lors des élections à la Chambre des conseillers du Japon de 2025. Arrivée en septième place des 6 sièges à pourvoir à cette élection, elle conserve néanmoins une place à la Chambre des conseillers en raison de la démission de Renhō en 2024, laissant son siège vacant. L'élection de 2025 est ainsi également une élection partielle, et le candidat arrivé en septième position remplace ainsi Renhō pour les trois années restantes. Shiomura est ainsi réélue, mais non pas pour un mandant de six ans, seulement de trois.

## Prises de positions
Victime à plusieurs reprises de remarques sexistes à l'assemblée municipale de Tokyo,, Shiomura place la lutte contre les discriminations faites au femmes au cœur de son combat politique,. 
Shiomura se déclare strictement opposée à la visite de personnalités politiques au sanctuaire Yasukini, sanctuaire shinto, symbole du passé colonialiste du Japon et des nationalistes. 
Sur le plan sociétal, Shiomura se déclare favorable à la légalisation du mariage des personnes de même sexe, à l'introduction d'un système de quotas favorisant l'accession des femmes à des postes plus important, ainsi qu'à la mise en place d'une législation permettant aux conjoints de conserver leurs noms après le mariage. 

## Vie privée
Shiomura est une fervente supportrice de l'équipe de baseball Hiroshima Toyo Carp. Elle est également passionnée d'automobile. Shiomura est stérile, et annonce publiquement prendre un traitement contre l'infertilité.